# Château de Bunratty
Le château de Bunratty, construit en 1425, se situe à Newmarket-on-Fergus dans le comté de Clare en Irlande. D'architecture normande, il se trouve au centre du village Bunratty, le long de la N19, entre Limerick et Ennis, proche de l'aéroport de Shannon.

## Le nom
Le nom de Bunratty, (Bun Raite ou Bun na Raite en irlandais), signifie le fond ou l'extrémité de la rivière (Ratty). La rivière qui longe le château se jette non loin de là dans l'estuaire du fleuve Shannon.

## Historique
Chronologie du château
- Le site est d'abord occupé par les Vikings en 970 qui en font un camp d'échanges commerciaux.
- en 1270, Robert de Muscegros construit la première forteresse sous forme de motte castrale.
- Les terres passent ensuite dans le domaine de Thomas de Clare, qui édifie la première structure en dur. La ville de Bunratty compte alors 1 000 habitants.
- En 1318, le fils de Thomas, Richard de Clare, nouveau seigneur du château, est tué à la bataille de Dysert O'Dea. Le château et la ville sont entièrement détruits par le clan vainqueur des O'Brien.
- En 1332, peu de temps après sa reconstruction pour le compte du roi d'Angleterre, le château est une nouvelle fois rasé par les chefs de guerre de Thomond, vassaux des O' Brien et des Mac Namara.
- En 1353, après être resté en ruines pendant 21 ans, le château est une nouvelle fois reconstruit par Sir Thomas Rokeby et attaqué presque immédiatement par les Irlandais qui en garderont dès lors le contrôle
- Le château, dans sa forme actuelle, est bâti par la famille Mac Namara vers 1425, avant de passer 50 ans plus tard dans les mains des O'Brien, le clan le plus puissant du Munster.
- Dans 1646, pendant les Guerres confédérées irlandaises, Barnaby O'Brien, le 6e Comte de Thomond, permit à une importante garnison parlementaire anglaise de s'installer dans le château. Le château fut assiégé et pris par les forces d'Irlande Confédérée commandées par Donagh MacCarthy, vicomte Muskerry. Lorsque Barnaby, ou Barnabas O'Brien[1], abandonna Bunratty pour l'Angleterre en 1646, pour se mettre en sécurité pendant les guerres Confédérées, il devint le dernier membre du Clan O'Brien à avoir résidé dans le Château.
- Le Château de Bunratty et son fief furent donnés à la famille Studdert. Ils abandonnèrent le château en 1804 (en le laissant se dégrader), pour résider dans la Maison de Bunratty adjacente, construite par la famille, plus confortable et moderne. Les raisons de ce déménagement sont liées à des disputes familiales relatives au fils l'aîné, qui avait épousé sa cousine germaine. Aujourd'hui, le château comme la maison sont ouverts au public.
- En 1954 le château a été acheté et restauré par le 7e Seigneur de Gort. Il reconstruisit le toit, et réaménagea l'intérieur du bâtiment.

## Bunratty aujourd'hui

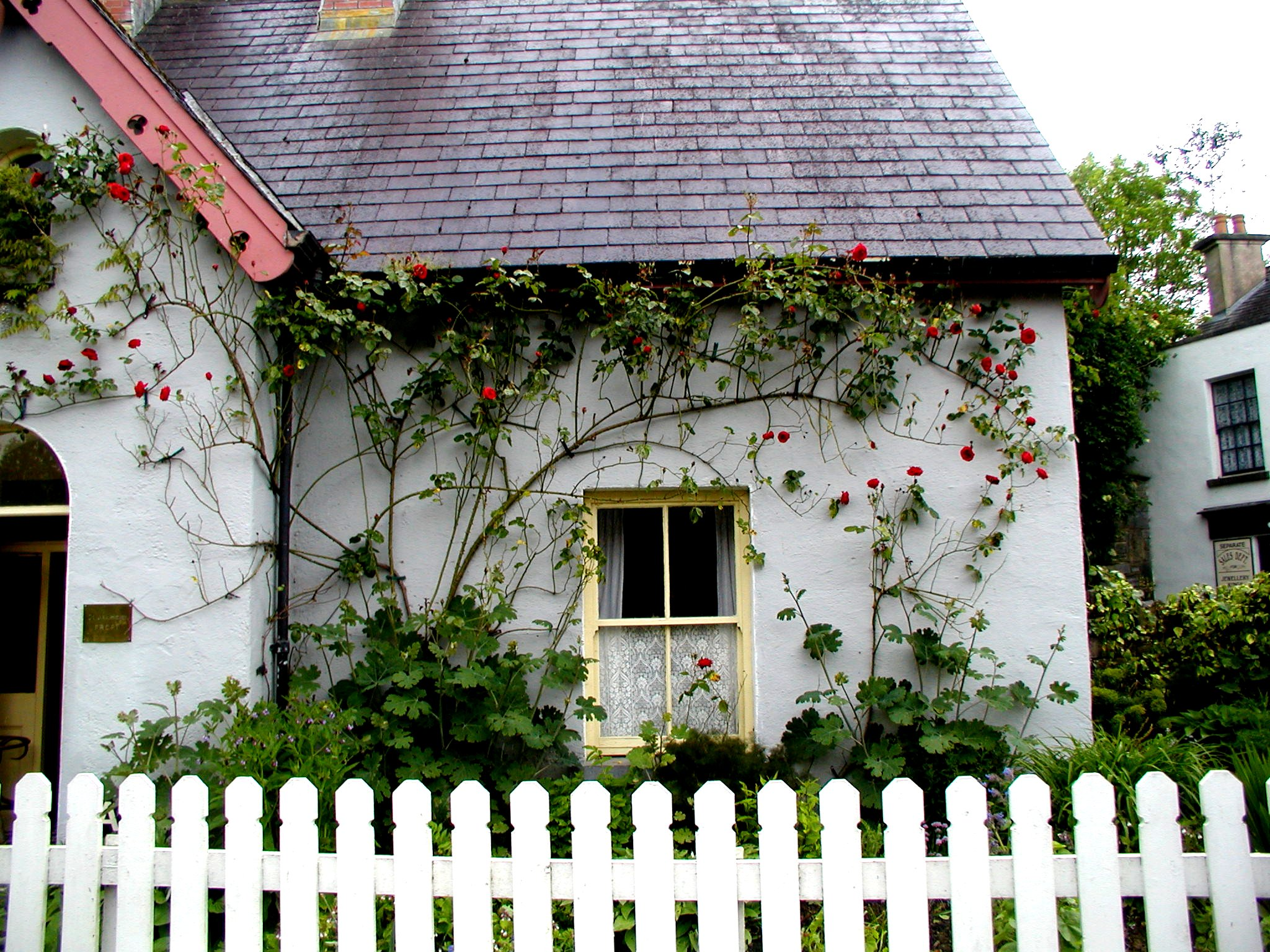
Le Rose Cottage de Bunratty

Le château et le parc thématique qui lui est adjoint sont gérés par Shannon Development.
L'ensemble constitue une attraction touristique très prisée, notamment en raison de la proximité de l'aéroport de Shannon. Le château est superbement restauré et l'intérieur meublé de tapisseries et d'objets datant du XIVe au XVIIe siècle (peu proviennent du château lui-même). Deux banquets médiévaux sont organisés chaque soir dans le grand hall.
Le parc folklorique de Bunratty est un village paysan reconstitué, avec ses rues du XIXe siècle : école, pub, boutiques (quincailler, drapier), église, le tout ouvert à la visite. On y trouve aussi huit fermes (avec un feu de tourbe dans la cheminée), deux moulins à eau dont l'un à roue verticale et l'autre à roue horizontale, une forge, divers éléments de matériel agricole et animaux vivants. Beau mobilier rustique.